# Ajouad El Miloudi
Ajouad El Miloudi (Amsterdam, 3 juni 1987) is een Nederlandse tv- en radiopresentator.

## Loopbaan
El Miloudi begon zijn carrière bij het Nederlandse radiostation FunX als verslaggever en presentator, waarna hij aan de slag kon bij de Amsterdamse televisiezender AT5. Via het ochtendprogramma Goedemorgen Nederland kwam El Miloudi in contact met de KRO. Bij die omroep ging hij programma's presenteren als Puberruil, Keuringsdienst van Waarde, Stinkend rijk en dakloos en ZigZag. Vanwege zijn belangstelling voor housemuziek vroeg BNN hem om vanaf begin 2009 het zaterdagavondprogramma Sense of Dance te gaan presenteren bij 3FM. Dit programma liep tot maart 2012.
Op 9 december 2010 ontving El Miloudi uit handen van nieuwslezeres Sacha de Boer de Philip Bloemendal Prijs voor talentvolle jonge radio- en televisiemakers. In 2015 presenteerde hij Willem Wever samen met Jetske van den Elsen.
In 2015 was El Miloudi als een van de vaste gezichten te zien naast Paul de Leeuw in het televisieprogramma Kun je het al zien?.
Daarna volgden nog vele titels die El Miloudi presenteerde voor KRO-NCRV op zowel NPO 1 en NPO 3. Zo presenteerde hij samen met Anita Witzier en Jan Kooijman het NPO 1-programma De Reünie en was hij het gezicht van het door hemzelf bedachte Kaaskop of Mocro!?. In 2019 was El Miloudi te zien als meester in de film De club van lelijke kinderen.
Na 12 jaar bij KRO-NCRV vertrok El Miloudi in januari 2020 naar de omroep NTR om daar meerdere programma's te maken, waaronder het praatprogramma De Nieuwe Maan, eerder gepresenteerd door onder anderen Nadia Moussaid en Fidan Ekiz. Sinds 2021 presenteert El Miloudi het praatprogramma De Sociëteit en het programma #Ajouad. Op de radio is hij te horen als presentator van het programma Vijf Dagen op NPO Radio 1.

## TV
| Jaar         | Titel                              | Omroep   | Opmerking   |
| ------------ | ---------------------------------- | -------- | ----------- |
| 2007 - 2010  | ZigZag                             | KRO      | Presentator |
| 2008 - 2013  | Puberruil                          | KRO      | Presentator |
| 2009         | Let the sun shine                  | KRO      | Presentator |
| 2009         | TV Flat                            | KRO      | Presentator |
| 2010         | Stinkend Rijk en Dakloos           | KRO      | Presentator |
| 2011         | KRO Profiel                        | KRO      | Presentator |
| 2011 - 2012  | 3 on Stage                         | BNN      | Presentator |
| 2011 - 2012  | De Rekenkamer                      | KRO      | Presentator |
| 2011 - 2013  | Inside Oud                         | KRO      | Presentator |
| 2012         | Voor wie steek jij een kaarsje op? | KRO      | Presentator |
| 2012 - 2015  | Keuringsdienst van Waarde          | KRO      | Presentator |
| 2012 - 2019  | Puberruil Zapp                     | Zapp     | Presentator |
| 2013         | Reünie Zapp                        | Zapp     | Presentator |
| 2015         | Wie is de Mol?                     | AVROTROS | Kandidaat   |
| 2015         | Kun je het al zien?                | VARA     | Vaste gast  |
| 2015 - 2018  | Willem Wever                       | KRO-NCRV | Presentator |
| 2016 - 2018  | Kaaskop of Mocro?                  | KRO-NCRV | Presentator |
| 2017 - 2019  | De Reünie                          | KRO-NCRV | Presentator |
| 2017         | Van DNA tot Z                      | NTR      | Presentator |
| 2018         | Echt niet OK                       | KRO-NCRV | Presentator |
| 2020         | Ajouad en de Top 600               | NTR      | Presentator |
| 2020 - 2021  | De Nieuwe Maan                     | NTR      | Presentator |
| 2021         | #Ajouad                            | NTR      | Presentator |
| 2021 - heden | De Sociëteit                       | NTR      | Presentator |